# Al-Wathiq
Abū Jaʿfar Harun II Al-Wathiq Billah bin Muhammad Al-Mu’tasim Billah bin Harun Al-Rashid (arabiska:أبو جعفر هارون الثاني الواثق بالله بن محمد المعتصم بالله بن هارون الرشيد; även känd i väst med stavningen al-Wāthiq bi’llāh), född 18 april 812, död 10 augusti 847, var en abbasidisk kalif 842–847.